# Убада ибн ас Самит
Убада ибн ас Самит (арапски: عبادة بن الصامت‎) био је пратилац Мухамеда, а касније и један од успешних заповедника Рашидунске војске и служио је под рашидунским калифима Ебу Бекром и Омаром. Он је био један од главних заповедника на терену током муслиманског освајања Египта, послан са појачањем из Медине. Служио је у Египту као командант корпуса од 640 до 642 године.